# تنصير ليتوانيا

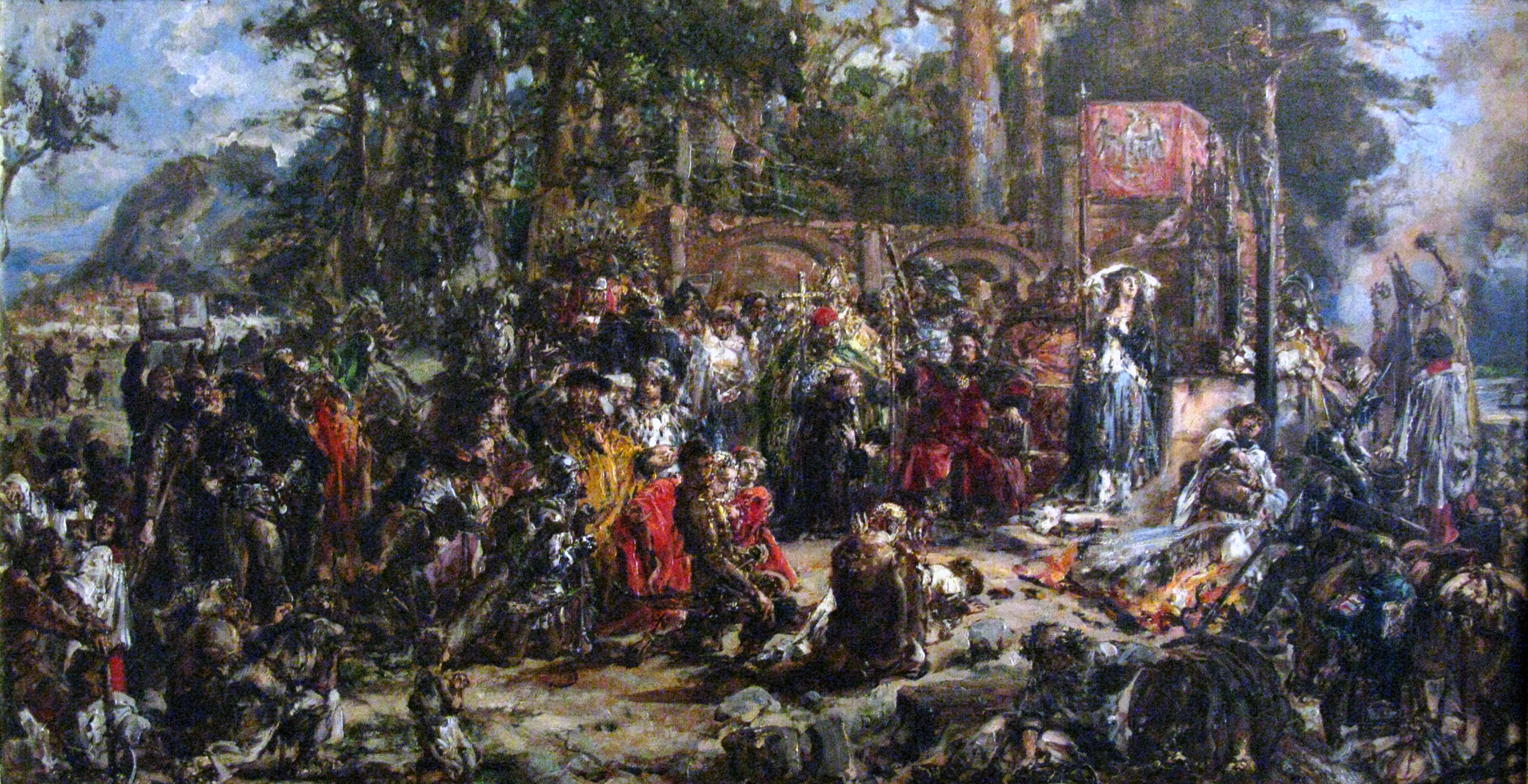
معمودية ليتوانيا

تنصير ليتوانيا (بالليتوانية: Lietuvos krikštas)، هي عملية التنصير التي وقعت في دوقية ليتوانيا الكبرى في عام 1387، بمبادرة من ملك بولندا ودوق ليتوانيا يوغيلا وابن عمه فيتاوتاس، التي تدل على التبني الرسمي للمسيحية بواسطة الليتوانيون، والأمة الوثنية الأخيرة في أوروبا. انتهى هذا الحدث كواحداً من أطول وأكثر عمليات التنصير تعقيداً في التاريخ الأوروبي.